# Dracula A.D. 1972
Dracula A.D. 1972 (ang. Dracula A.D. 1972) – brytyjski horror z 1972 roku. Film jest kontynuacją filmu Ukąszenie Draculi. Został wyprodukowany przez studio Hammer Film Productions.

## Fabuła
Jest rok 1872. Abraham Van Helsing po ciężkiej walce zabija hrabiego Drakulę i sam także ginie. Sto lat później Johnny, potomek sługi hrabiego, odnajduje Jessicę, prawnuczkę Van Helsinga. Z pomocą nieświadomej niczego dziewczyny przywraca do życia wampira.

## Obsada
- Stephanie Beacham – Jessica Van Helsing
- Peter Cushing – Abraham Van Helsing
- Christopher Lee – Dracula
- Caroline Munro – Laura
- Marsha A. Hunt – Gaynor
- Michael Coles – Inspektor
- Christopher Neame – Johnny Alucard
- Michael Daly – Charles
- Constance Luttrell – Pani Donnelly
- Lally Bowers – Matron